# FishBase
FishBase is een online databank met informatie en afbeeldingen. In juni 2011 bevatte de gegevensbank 32.600 soorten vissen, 303.500 niet-wetenschappelijke namen in bijna 300 talen, 54.300 illustraties en 50.600 referenties. FishBase werd maandelijks 80.000 keer bezocht. FishBase wordt gratis aangeboden en is sinds jaren de grootste biologische databank ter wereld. De databank wordt ook op cd verkocht. De "partners" stellen gratis beeldmateriaal ter beschikking, maar behouden het auteursrecht. Vele gegevens kunnen tegen elkaar afgezet worden, en op basis van geografische coördinaten kunnen kaarten gemaakt worden. FishBase biedt ook een identificatiesleutel en educatieve projecten aan.

## Ontstaan
De eerste versies van een vissendatabank werden in 1985 ontwikkeld op de ichtyologische afdeling van het Institut für Meereskunde in Kiel, mede dankzij de directeuren Gotthilf Hempel en Walter Nellen.

## FishBase op internet
De eerste versie met hyperlinks en kleurenfoto's werd door Uwe Kils op het eerste NeXT-werkstation van de Kielse Universiteit geprogrammeerd en door de studenten in practica getest. De eerste databank was als een wiki geprogrammeerd; iedereen kon vanaf internet bewerken.
De identificatiesleutel voor vissenlarven van Hans Wilhelm Halbeisen werd door Wolfgang Schöfer toegevoegd. Een van zijn slimste studenten, Rainer Fröse begon in Manilla samen met Daniel Pauly de eerste gefinancierde versie. Iedereen kan foto's en gegevens inzenden, maar biologen beslissen over de opname. Heden ten dage heeft FishBase vele vaste, betaalde medewerkers, en de hoofdzetel is inmiddels weer naar Kiel verplaatst. Het project LarvalBase, in 1998 door Bernd Überschär opgezet, is ook geïntegreerd. In 2001 werd FishBase in het wereldwijde project OBIS (Ocean Biogeographic Information System) geïntegreerd, waarmee men op een wereldkaart kan klikken en dan alle tot dan toe toegevoegde zeeorganismen van die plek krijgt.

## Rechtstreekse beelden
Via webcams en onderwatermicroscopen (ecoSCOPE) kunnen tegenwoordig rechtstreeks beelden van verschillende soorten bekeken worden. Er loopt bijvoorbeeld een project LEO15 bij Atlantic City in New Jersey. Het zal ook mogelijk worden gemaakt om met een "virtuele microscoop" de morfologie van enkele sleutelsoorten te bekijken. Er is al een testversie met Antarctische krill.